# Rapsodia (singel Mii Martini)
Rapsodia – singiel włoskiej piosenkarki Mii Martini, napisany przez Giuseppe Datiego i Giancarlo Bigazza i wydany na dziewiętnastej płycie studyjnej artystki o tym samym tytule z 1992 roku.
W 1992 roku utwór został wybrany wewnętrznie przez krajowego nadawcę publicznego RAI na numer reprezentujący Włochy w 42. Konkursie Piosenki Eurowizji organizowanym w Malmö. 9 maja piosenka została zaprezentowana przez Martini w finale widowiska i zajęła ostatecznie czwarte miejsce ze 111 punktami na koncie, w tym m.in. z maksymalnymi notami 12 punktów od Francji, Finlandii, Norwegii i Holandii.